# Olympische Sommerspiele 1992/Teilnehmer (San Marino)
| Gelbes Symbol für Goldmedaillen mit stilisierten Olympischen Ringen | Graues Symbol für Silbermedaillen mit stilisierten Olympischen Ringen | Braundes Symbol für Bronzemedaillen mit stilisierten Olympischen Ringen |
| ------------------------------------------------------------------- | --------------------------------------------------------------------- | ----------------------------------------------------------------------- |
| —                                                                   | —                                                                     | —                                                                       |

San Marino nahm an den Olympischen Sommerspielen 1992 in Barcelona, Spanien, mit einer Delegation von 17 Sportlern (16 Männer und eine Frau) in sieben Sportarten teil.

## Teilnehmer nach Sportarten

### Bogenschießen
- Paolo Tura
Einzel: 73. Platz

### Judo
- Alberto Francini
Superleichtgewicht: 17. Platz

### Leichtathletik
- Dominique Canti
100 Meter: Vorläufe
4 × 100 Meter: Vorläufe

- Aldo Canti
200 Meter: Vorläufe
4 × 100 Meter: Vorläufe

- Gian Luigi Macina
Marathon: 66. Platz

- Nicola Selva
4 × 100 Meter: Vorläufe

- Manlio Molinari
4 × 100 Meter: Vorläufe

### Radsport
- Guido Frisoni
Straßenrennen: DNF

### Schießen
- Giuliano Ceccoli
Luftgewehr: 44. Platz

- Francesco Amici
Trap: 21. Platz

### Schwimmen
- Filippo Piva
50 Meter Freistil: 66. Platz

- Roberto Pellandra
50 Meter Freistil: 67. Platz

- Daniele Casadei
200 Meter Freistil: 52. Platz

- Danilo Zavoli
100 Meter Brust: 50. Platz
200 Meter Brust: 47. Platz

- Sara Casadei
Frauen, 50 Meter Freistil: 49. Platz

### Tennis
- Christian Forcellini
Doppel: 17. Platz

- Gabriel Francini
Doppel: 17. Platz